# Malin Barr
Malin Barr, född 13 september 1988, är en svensk skådespelare.
Barr har bland annat medverkat i TV-serien Top Dog från 2020. Hon har även medverkat i filmerna Mareld från 2019, Honeydew från 2020 och A Wounded Fawn från 2022.

## Filmografi (i urval)
- 2019 – Mareld
- 2020 – Honeydew
- 2020 – Top Dog (TV-serie)
- 2022 – A Wounded Fawn